# Hrabstwo Phelps (Nebraska)
Hrabstwo Phelps (ang. Phelps County) – hrabstwo w stanie Nebraska w Stanach Zjednoczonych. Obszar całkowity hrabstwa obejmuje powierzchnię 540,426 mil2 (1 399,70 km²). Według danych z 2010 r. hrabstwo miało 9 188 mieszkańców. Hrabstwo powstało w 1873 roku i nosi imię Williama Phelpsa, który był jednym z pierwszych osadników na tym terenie.

## Sąsiednie hrabstwa
- Hrabstwo Buffalo (północny wschód)
- Hrabstwo Kearney (wschód)
- Hrabstwo Franklin (południowy wschód)
- Hrabstwo Harlan (południe)
- Hrabstwo Furnas (południowy zachód)
- Hrabstwo Gosper (zachód)
- Hrabstwo Dawson (północny zachód)

## Miasta i miejscowości
- Holdrege

## Wioski
- Atlanta
- Bertrand
- Funk
- Loomis